# Wzmacniacz operacyjny

Symbol graficzny:
a) powszechnie stosowany symbol;
b) dodatkowo zaznaczone napięcia zasilające oraz napięcia wejściowe i wyjściowe

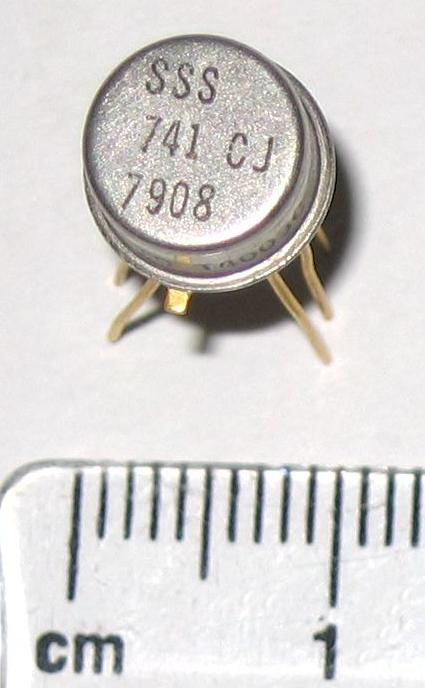
Wzmacniacz operacyjny w obudowie metalowej TO-5

Wzmacniacz operacyjny – wielostopniowy wzmacniacz różnicowy prądu stałego charakteryzujący się bardzo dużym różnicowym wzmocnieniem napięciowym i przeznaczony zwykle do pracy z zewnętrznym obwodem sprzężenia zwrotnego, który decyduje o głównych właściwościach całego układu (zob. też wzmacniacz ze sprzężeniem zwrotnym).
Wzmacniacz operacyjny jest najbardziej rozpowszechnionym analogowym układem elektronicznym, realizowanym obecnie w postaci monolitycznych układów scalonych. Wielka uniwersalność przy jednoczesnym wykorzystaniu istotnych właściwości układów scalonych daje możliwość stosowania go w rozmaitych układach, urządzeniach i systemach elektronicznych, zapewniając masową produkcję, niską cenę i bardzo dobre parametry użytkowe.
Wzmacniacz operacyjny posiada dwa wejścia: odwracające (oznaczane symbolem „{\displaystyle -}”, napięcie na tym wejściu {\displaystyle U_{-}}) i nieodwracające (oznaczane symbolem „{\displaystyle +}”, napięcie na tym wejściu {\displaystyle U_{+}}) oraz jedno wyjście (napięcie na wyjściu {\displaystyle U_{O}}); różnica napięć wejściowych nazywa się napięciem różnicowym {\displaystyle (U_{d}=U_{+}-U_{-}).}

## Parametry wzmacniacza operacyjnego

### Różnicowe wzmocnienie napięciowe
Różnicowe wzmocnienie napięciowe jest to stosunek zmiany napięcia wyjściowego do zmiany różnicowego napięcia wejściowego:
{\displaystyle A_{u}={\frac {\Delta U_{O}}{\Delta (U_{+}-U_{-})}}={\frac {\Delta U_{O}}{\Delta U_{d}}}.}

### Wejściowe napięcie niezrównoważenia
W idealnym wzmacniaczu operacyjnym jeżeli na obu wejściach jest napięcie równe 0, to na wyjściu też powinno być napięcie równe 0. Ale w rzeczywistych wzmacniaczach tak nie jest.
Wejściowym napięciem niezrównoważenia określa się napięcie między wejściami wzmacniacza, gdy na wyjściu panuje napięcie równe 0.

### Wzmocnienie sygnału współbieżnego
Napięcie wyjściowe wzmacniacza może zależeć też od sumy napięć na wejściach wzmacniacza. Współczynnik wzmocnienia sygnału współbieżnego określa wzór:
{\displaystyle A_{c}={\frac {\Delta U_{O}}{\Delta \left({\frac {U_{+}+U_{-}}{2}}\right)}}.}
W uproszczeniu, gdy napięcia na obu wejściach są równe, wzmocnienie sygnału współbieżnego określa wzór:
{\displaystyle A_{c}={\frac {\Delta U_{O}}{\Delta U_{i}}}.}

### Współczynnik tłumienia sygnału współbieżnego
W miejsce wzmocnienia sygnału współbieżnego często podawany jest współczynnik tłumienia sygnału współbieżnego (ang. Common Mode Rejection Ratio, CMRR), który lepiej określa własności wzmacniacza. Określa go wzór:
{\displaystyle CMRR={\frac {A_{u}}{A_{c}}}.}
Współczynnik CMRR wyrażany jest zazwyczaj w decybelach.

### Wyjściowe napięcie niezrównoważenia
Napięcie na wyjściu wzmacniacza, gdy na obu wejściach napięcie jest równe zero.

### Rezystancja wejściowa
Określa się:
- rezystancję sygnału różnicowego, określoną jako rezystancję między wejściami wzmacniacza przy podawaniu napięcia między wejścia,
- rezystancję sygnału współbieżnego, określoną między jednym z wejść a masą.

### Rezystancja wyjściowa
Określa się jako rezystancję wyjścia przy obu sygnałach wejściowych równych zero.

### Współczynnik tłumienia wpływu zasilania
Współczynnik tłumienia wpływu zasilania (ang. Power Supply Rejection Ratio, PSRR), określa się jako stosunek zmiany napięcia zasilania do wywoływanej przezeń zmiany napięcia wyjściowego.
{\displaystyle A_{c}={\frac {\Delta U_{p}}{\Delta U_{O}}}.}
Współczynnik PSRR wyrażany jest zazwyczaj w decybelach.

### Zakres zmian napięcia wejściowego
Zakres zmian napięcia na każdym z wejść względem masy, przy których wzmacniacz pracuje poprawnie.

### Maksymalne napięcie wyjściowe
Jest to maksymalne napięcie jakie można uzyskać na wyjściu bez nasycenia wzmacniacza.

### Maksymalny prąd wyjściowy
Jest to maksymalny prąd jaki może przepływać przez wyjście wzmacniacza przy jego prawidłowej pracy.

### Wejściowy prąd polaryzujący
Wymagane jest pewne minimalne natężenie prądu na wejściach wzmacniacza, aby prawidłowo pracował. Jest ono rzędu nA lub uA.

### Szybkość zmian napięcia wyjściowego
Jest to maksymalna szybkość zmiany napięcia na wyjściu wzmacniacza po pobudzeniu wejścia jednostkowym skokiem napięcia.
Zazwyczaj podawana jest to wartość w woltach na mikrosekundę.

### Pasmo pętli otwartej
Pasmo przenoszenia wzmacniacza przy otwartej pętli sprzężenia zwrotnego jest to częstotliwość, przy której amplituda sygnału wyjściowego jest o 3 dB (ok. 1,4 raza) mniejsza niż na płaskim odcinku charakterystyki wzmacniacza (czyli przy częstotliwościach znacznie mniejszych niż pasmo otwartej pętli). Pasmo otwartej pętli wynika z ograniczania wprowadzanego przez najwolniejszy filtr RC we wzmacniaczu (najczęściej Ccb pierwszego wzmacniacza OE i opór wyjściowy poprzedzającego go stopnia).

### Iloczyn wzmocnienia i częstotliwości granicznej
Iloczyn wzmocnienia i częstotliwości granicznej (zwykle oznaczany GBW od angielskiego Gain Bandwidth Product). Od tego parametru zależy górna częstotliwość graniczna praktycznego wzmacniacza przy określonym wzmocnieniu.

### Czas narastania odpowiedzi na skok jednostkowy
Parametr jest zdefiniowany jako maksymalny czas zmiany na wyjściu wzmacniacza w układzie o wzmocnieniu równym 1 i dużym sygnale wejściowym.
Pomiaru parametru dokonuje się w układzie wtórnika napięcia lub układzie odwracającym. Do wejścia wzmacniacza doprowadza się impulsy prostokątne o odpowiednio dużej amplitudzie i małym czasie narastania. Czas narastania, równy czasowi wzrostu napięcia w zakresie liniowym, określa się z oscylogramu przebiegu czasowego napięcia wyjściowego.

### Współczynnik cieplny wejściowego napięcia niezrównoważenia
Jest to stosunek zmiany wejściowego napięcia niezrównoważenia do powodującej ją zmiany temperatury. Parametr ten wyrażany jest w [μV/°C].

## Wzmacniacz idealny
Idealny wzmacniacz charakteryzuje się:
- nieskończenie dużym różnicowym wzmocnieniem napięciowym: {\displaystyle A_{u}={\frac {U_{O}}{U_{+}-U_{-}}}={\frac {U_{O}}{U_{d}}}\to \infty ,}
- zerowym wejściowym napięciem niezrównoważenia
- nieskończenie dużą impedancją wejściową,
- zerową impedancją wyjściową,
- nieskończenie szerokim pasmem przenoszonych częstotliwości,
- nieskończenie dużym zakresem dynamicznym sygnału.

## Wzmacniacz rzeczywisty
Parametry rzeczywistego wzmacniacza odbiegają od tych założeń, i tak:
- wzmocnienie napięciowe sygnału różnicowego nie jest nieskończenie wielkie, choć bardzo duże i wynosi

{\displaystyle A_{u}\approx 10^{5}\div 10^{7}\mathrm {\frac {V}{V}} \approx 100\div 140\operatorname {dB} } [μA741 – 2×105 V/V];
- tłumienie wejściowego napięcia niezrównoważenia nie jest nieskończone; podaje się współczynnik tłumienia sygnału współbieżnego CMRR (Common Mode Rejection Ratio), który w decybelach określa o ile mniejsze jest wzmocnienie sygnału wspólnego od wzmocnienia różnicowego (rzędu 80–140 dB [μA741 – 90 dB]);
- impedancja wejściowa nie jest nieskończenie wielka, choć bardzo duża – rzędu megaomów [μA741 – 2 MΩ]; wzmacniacz stanowi niewielkie obciążenie dla źródła sygnału (prądy wejściowe są rzędu nanonamperów lub nawet pikoamperów [μA741 – 20 nA])
- impedancja wyjściowa nie jest równa zeru (rzędu kilkuset omów [μA741 – 75 Ω]);
- pasmo przenoszenia sygnałów nie jest nieograniczone, powyżej częstotliwości granicznej wzmocnienie zaczyna spadać [μA741 – 1 MHz];
- wejścia wzmacniacza nie są idealnie symetryczne, ze względu na ich asymetrię definiuje się tzw. wejściowe napięcie niezrównoważenia – jest to napięcie różnicowe (od 1 mikrowolta do kilku miliwoltów [μA741 – 1 mV]), jakie trzeba podać na wejścia, aby napięcie wyjściowe było równe zero.

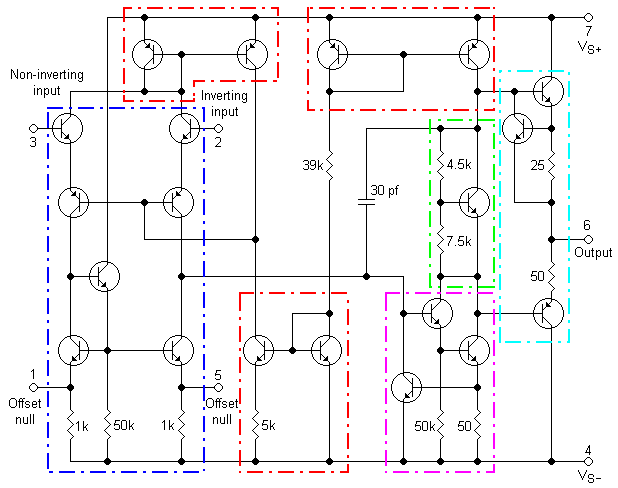
Schemat wzmacniacza operacyjnego μA741